# Rue André Bertulot
La rue André Bertulot est une rue de la commune bruxelloise de Saint-Josse-ten-Noode qui relie la rue de Brabant à la rue du Progrès. Elle fut tracée en 1957 à la suite de la démolition de l'ancienne gare du Nord.
Elle doit son nom au résistant André Bertulot, exécuté au Fort de Breendonk par les nazis en 1943.